# واتمو راوووو
واتمو راوووو (انگلیسی: Vatemo Ravouvou؛ زادهٔ ۳۱ ژوئیهٔ ۱۹۹۰) بازیکن راگبی ۷ نفره اهل فیجی است.
وی به‌همراه تیم ملی راگبی ۷ نفره فیجی به مقام قهرمانی در بازی‌های المپیک تابستانی ۲۰۱۶ رسیده‌است.ده‌است.